# 哲德沙尔汗国
哲德沙尔汗国（維吾爾語：يەتتەشەھەر خانلىقى‎，拉丁维文：Yettesheher Khanliqi，察合台文：یته شهر خانلیگی‬）或称哲德沙尔政权（維吾爾語：يەتتىشەر دۆلەتى‎，Yättishär döläti），也被称为毕杜勒特汗国、洪福汗国、或阿古柏政权、七城国，清朝文献中还称其为安集延、安夷，是1867年至1877年期间由浩罕汗国将领阿古柏在新疆建立的一个政教合一的政权。“哲德沙尔”意为“七城”，指南疆地区的七座城市，具体是哪些城市有不同的说法。广义上，该政权也包括1865年至1867年间阿古柏扶持“大和卓”后裔执政时期。该政权曾占有整个南疆地区，最盛时期还曾占有北疆乌鲁木齐、吐鲁番和玛纳斯等地。
1873年，该国被奥斯曼帝国承认为附属国:152–153，并分别在1872年与俄罗斯，在1874年与英国签订条约。该国是侵占大清国领土建立的，一直未得到清朝政府的承认，直至其于1877年为左宗棠率领的清军所灭。

## 国名国号
对于阿古柏政权的国号，存在不同的说法。一说阿古柏扶持布素鲁克继位时称“哲德沙尔汗国”，1867年自立时改称“洪福汗国”；一说阿古柏1867年建立“哲德沙尔汗国”，并自封为“毕杜勒特”。
维吾尔语的“哲德沙尔”（Yettesheher）一名最早出现于道光年间，具体指哪七座城市，也有不同的说法。包尔汉《再论阿古柏政权》的注解中称是指喀什噶尔、和阗、阿克苏、库车、莎车、叶尔羌、吐鲁番等天山南麓的七座城市。《中国少数民族史》指出七城所指不一，有喀什噶尔、英吉沙尔、叶尔羌、和阗、阿克苏、库车和乌什的说法，张文木等学者也持这一观点。另说是指喀什噶尔、英吉沙尔、叶尔羌、和阗、阿克苏、库车和库尔勒。
1870年，在阿古柏给同治皇帝的信中，并未提及“哲德沙尔”，而使用了清朝惯用的“南路”（天山南路）一名来指代其占领的南疆地区，而且信尾的署名未使用任何头衔，仅署本名“穆罕默德·雅霍甫”。1871年，哈密办事大臣文麟回的谕帖中则将阿古柏称呼为“和阗安集延怕夏”。1874年，英国驻叶尔羌特使兼全权代表道格拉斯·福赛思在呈送给英印总督的文件中将阿古柏称“喀什噶尔和叶尔羌的埃米尔”。
《俄罗斯大百科全书》称该政权为“哲德沙尔”（Йеттишар），解释其为阿古柏在东突厥斯坦建立的政权。《大英百科全书》称该政权为“喀什噶利亚王国”（kingdom of Kashgaria）。

## 历史背景

### 阿古柏入疆

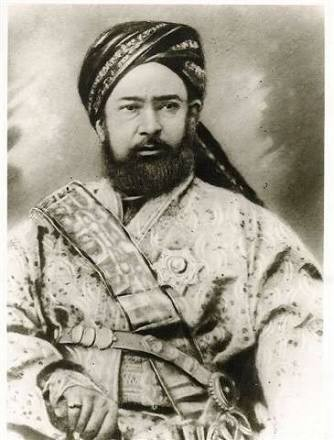
汗国的建立者阿古柏

1864年，新疆多族势力在陕甘回乱的影响下，纷纷发动反清起事，先后建立起几个互不相属的割据政权。这些政权彼此间互相攻伐，新疆处于纷争不己的战乱之中。8月，柯尔克孜族伯克思的克在附近回民的支持下攻入喀什噶尔回城自立为“帕夏”，但并未得到当地维吾尔族人的认同，而且喀什噶尔汉城及不远处的英吉沙尔仍有清军据守。思的克在疏勒和英吉沙尔久攻不下的情况下，为了树立威信和争取维吾尔族支持，计划到浩罕迎回大和卓波罗尼都的后裔立为傀儡。1864年9月，思的克派牌素巴特回庄（今伽师）的屯田回民头目金相印等人前往浩罕汗国，请求浩罕让波罗尼都后裔返回喀什噶尔，同时请求浩罕给予军事援助。其时，浩罕正与俄军作战，并无太多军力可以支援思的克，当时掌权的是篡权上位的浩罕将军阿里姆库尔，于是他派遣被其视为心腹大患的阿古柏（穆罕默德·雅霍甫伯克）率队带着波罗尼都曾孙布素鲁克（布士尔克）前往喀什噶尔，一行仅有68人。布素鲁克虽在临行前被阿里姆库尔任命为喀什噶尔汗，但实际权力由阿古柏把持。
1865年1月初，阿古柏和布素鲁克等人进入新疆，径直抵达喀什噶尔回城。思的克对阿古柏的不请自来非常不满，阿古柏则在当地浩罕商人的资助支持反对思的克的势力，最终于1865年3月将思的克逐出喀什噶尔。思的克被放逐后曾组织喀什噶尔周边的柯尔克孜族反抗，曾率7000余柯尔克孜兵回袭喀什，被阿古柏所率100名骑兵夜袭击溃。阿古柏接收了思的克势力后迅速组建了数千名士兵的军队，于4月11日攻克了英吉沙尔，思的克家乡塔什密里克也被阿古柏攻占，思的克残部被彻底逐出新疆。

### 扶植傀儡
1865年4月，阿古柏扶持布素鲁克继位。4月下旬，阿古柏约叶尔羌阿奇木伯克尼亚孜为内应，偷袭叶尔羌，在巷战中失利，被叶尔羌当地的维吾尔族和回族击退。回军途中，又遭遇库车阿訇热西丁的军队，在罕南力克战役中又遭遇大败，逃回喀什。叶尔羌回城与库车“汗和卓”热西丁约定攻打喀什噶尔，驱逐阿古柏。但当库车军队在罕阿里克与阿古柏激战时，叶尔羌回城却将大军派去攻打被围困在叶尔羌汉城内的清军，被阿古柏围困在喀什噶尔汉城疏勒的清军绿营守备何步云也作壁上观，结果库车热西丁的士兵被阿古柏军大败。9月1日，阿古柏贿买何步云，顺利进入疏勒城，纵兵大掠七天。喀什噶尔参赞大臣奎英举家自杀，何步云等残部被迫皈依伊斯兰教。
1865年5月，阿里姆库尔在塔什干与俄国的战争中阵亡。1865年秋，浩罕汗国的胡达雅尔汗在俄羅斯帝國的支持下复位。阿里姆库尔一方的玉努斯江收拢七千残兵到新疆投奔阿古柏，布素鲁克的堂弟兄等也一道来投，阿古柏实力大涨。1866年4月，阿古柏再度进犯叶尔羌，在尼亚孜的策应下成功占领叶尔羌回城和汉城。1866年11月，阿古柏以参拜宗教显贵坟墓为名进入和阗，诱执了自立为“帕夏”在和阗割据的宗教法官哈比布拉，将其送至叶尔羌监禁，阿古柏因而占据和阗。和田居民与阿古柏部爆发激烈巷战，并高呼“把安集延人赶出去”的口号，但最终失败。阿古柏在和阗屠城五昼夜，五万余人遇难，和阗周边的反抗活动则继续进行了一月之久。
在阿古柏外出征战之时，布素鲁克在喀什发动兵变，希望摆脱阿古柏的控制。坚守41天后，布素鲁克失败，被阿古柏送去麦加朝圣。随后，阿古柏立布素鲁克堂兄买买提明即位，号称“卡塔條勒”（卡塔爾勒），买买提明的父亲是波罗尼都的长孙玉素甫。1867年，卡塔条勒在当了不到4个月傀儡后被阿古柏暗中毒死。1867年，阿古柏开始进攻占据库车及周边的热西丁，两次交战均取得胜利，热西丁则因此实力大减。热西丁割据的阿克苏、雅卡伊热克和黑孜尔等城守将相继投降阿古柏。

## 历史

### 成立与扩张
1867年5月，随着军事上不断的胜利，阿古柏宣布建立“哲德沙尔汗国”，表明统一回部七大城的野心，并自封为「巴达吾来特哈孜」（羅馬化：Badaul-et Qazi），即汉文史籍上的「毕杜勒特」（Badaulat，或译为“毕条勒特”，“毕调勒特”，意即“洪福之王”），汗国也因其称号而被称为“毕杜勒特汗国”或“洪福汗国”。5月，阿古柏攻克库车，俘获并处死了热西丁，但其长子胡达胡里（胡达·库里伯克）在库车巷战中阵亡。阿古柏势力范围由此而扩展至库尔勒和喀喇沙尔，阿古柏占领整个南疆地区。
阿古柏占领南疆各城后，又派人到北疆与在乌鲁木齐割据的“清真王”妥得璘谈判，要妥得璘让出吐鲁番。妥得璘自然未如其所愿，并开始增强吐鲁番的防守力量。1870年，阿古柏发兵进犯吐鲁番，吐鲁番人在南疆蒙古、维吾尔族的支援下击败阿古柏部，并将其追逐至库车以西，但他们在击败阿古柏部后便携带战利品又返回吐鲁番了，并未占据打下来的城池。1870年秋，阿古柏以“助中国讨贼”、“以南八城归献朝廷”为幌子，骗取了土尔扈特郡王福晋和徐学功民团的支持与帮助。再次对吐鲁番发起进攻，遭到有力的反击而遭受很大的损失，但吐鲁番守将马仲在阿古柏的几番进攻下于1870年冬选择开城投降。随后，马仲带领阿古柏部进犯乌鲁木齐，妥得璘曾组织几万军民在多处迎战，但最终屈膝求和，乌鲁木齐、玛纳斯一并失陷于阿古柏。至此，阿古柏占领新疆大部，势力范围达到巅峰。仅新疆东部的哈密、巴里坤和北部的塔城、精河、乌苏、古城、奇台、济木萨一线仍被清朝控制。
1871年年中，阿古柏派驻乌鲁木齐的亲信泽依勒阿布丁动身回南疆后第三天，当地回民便到南山引徐学功民团入城。阿古柏任命的阿奇木伯克马仲无力抵御，被被徐学功部擒获处死。妥得璘恢复了对乌鲁木齐等地的统治。马仲之子马人得与阿古柏部军队围攻妥得璘在乌鲁木齐汉城南所筑之王城，1871年12月，妥得璘败走玛纳斯，乌鲁木齐再被阿古柏部占领，大量回民被杀，幸存者则被课以六百两至一千两银子的罚金。回民不堪忍受，于1872年2月，再次引徐学功民团入城。1872年春，妥得璘约徐学功合击阿古柏部，古牧地回民首领马明也参与其中。玛纳斯的回民还主动到沙山子与汉族赵兴体民团讲和。汉回两族在阿古柏部的压力下开始团结抗敌，徐学功等汉族民团抗击阿古柏侵略者时往往由当地回民提供粮草。1872年6月初，徐学功等部在乌鲁木齐汉城北门外集合，计划与回民军一同出征阿古柏部，但因遭到偷袭后退往沙山子。因汉族民团撤走，阿古柏部再次攻入乌鲁木齐，将当地回民强行押往南疆。马明在被押解途中率部逃回古牧地，并联系驻守奇台的清军官员洪桂元，便是愿意为清军提供粮草以打击阿古柏部，洪桂元派提督张玉春率队二百余西进至古牧地建立前哨据点。驻守巴里坤对的新任乌鲁木齐都统景廉令张玉春接管回汉武装，然后全部遣散。1872年7月，阿古柏部偷袭张玉春部，清军败走。1872年9月，阿古柏部断古牧地水源，进攻马明部，马明向清军求援，清军按兵不动，古牧地再次失陷。1872年12月，景廉更是将持马明签发的路条，赴吉木萨尔贸易的二百余名回民，以窥探清军兵营为由下令杀尽。1873年，陕甘回乱中的回民领袖白彦虎率部从甘肃肃州西奔新疆哈密。1873年10月，白彦虎赴吐鲁番投靠阿古柏，被安排在乌鲁木齐、玛纳斯一带。
阿古柏政权的建立，引起正在中亚进行大博弈的大英帝国和俄罗斯帝国的极大关注。随着阿古柏势力进入北疆，俄罗斯帝国担心阿古柏在伊犁建立亲英统治，于1871年5月15日借口保护商队、侨民，追捕逃犯为由，出兵新疆，于7月4日侵占伊犁。而清廷因受陕甘回乱牵制等原因，对此并无有效阻止措施。

### 转衰

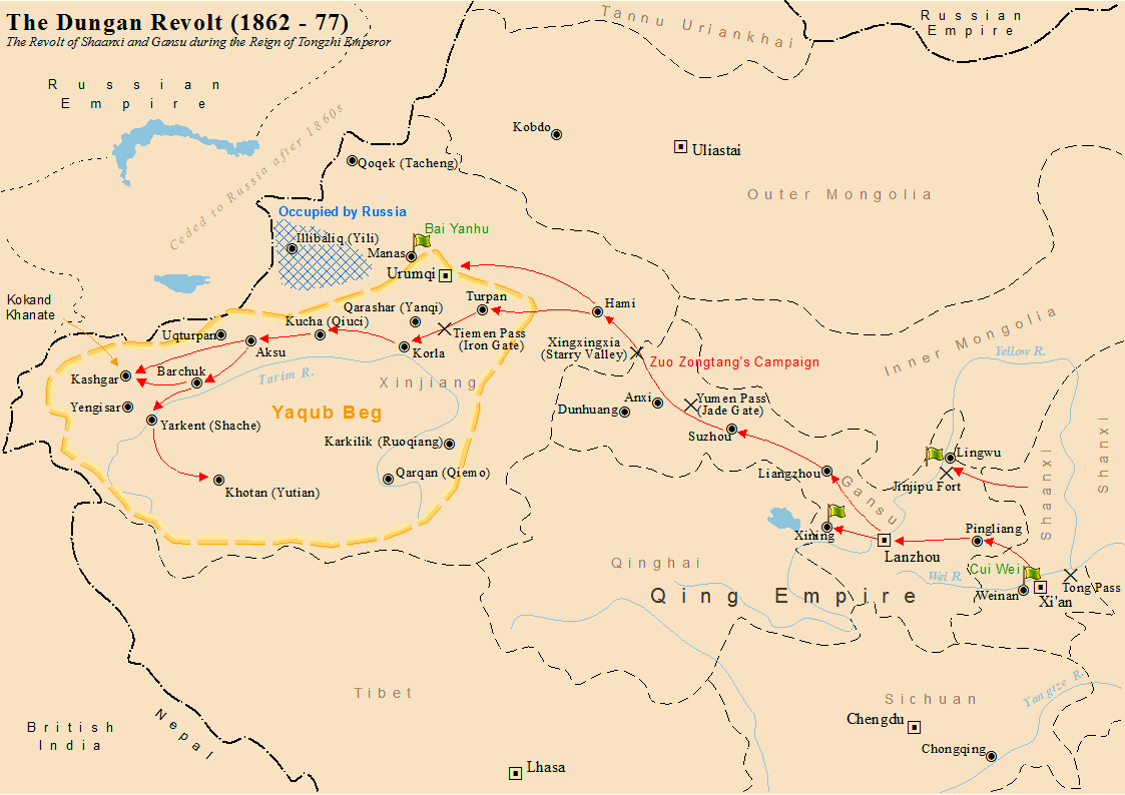
图中黄线内为哲德沙尔汗国

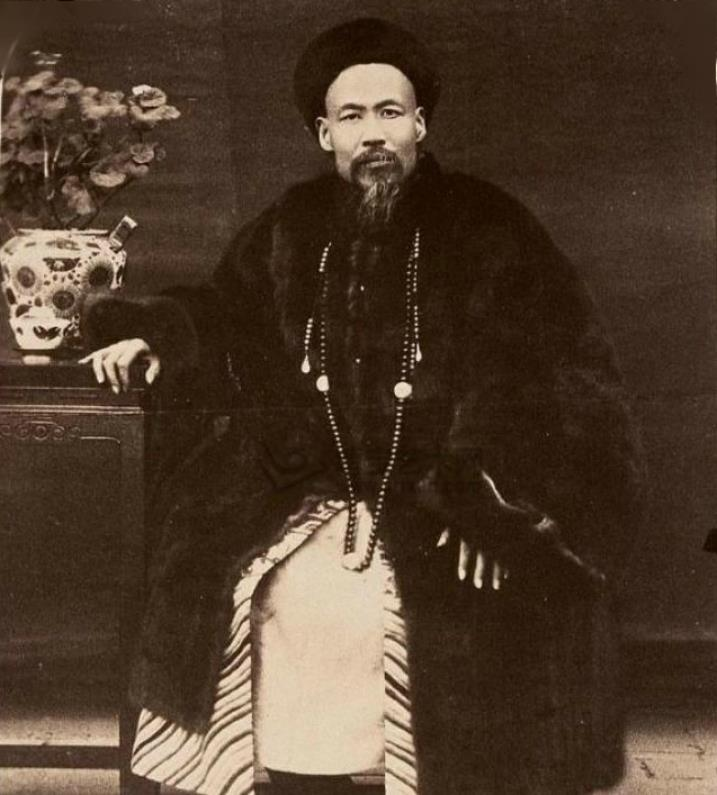
清军将领刘锦棠

1873年，清政府在平定了陕甘地区回民起义后开始筹划击灭哲德沙尔汗国，收复新疆。然而，日本在1874年5月出兵台湾，在清政府内部引起优先“海防”还是“塞防”的辩论。直隶总督李鸿章等人建议清廷放弃新疆，但被以陕甘总督左宗棠为首的“塞防论”者驳斥，最终左宗棠海、塞防并重的主张得到各位重臣的支持。1875年5月2日，清廷派左宗棠为钦差大臣，督办新疆军务，命金顺为帮办新疆军务，全力准备新疆之战。
1876年，清军陆续从肃州出关，左宗棠也到肃州坐镇。至1876年6月，入疆的马步各营及北疆整编后的原有清军，合计约达百营，兵力将近六万。根据左宗棠部署，清军计划先征讨阿古柏，然后解决俄占伊犁问题；征讨阿古柏则先取北疆后取南疆。具体兵力配置为：攻打北疆时，刘锦棠统率的湘军和金顺部为前锋，张曜率领的豫军和徐占彪的蜀军负责清理后路；攻打南疆时，金顺部留守在北疆西部，增调金运昌率皖军防守北疆东部，刘锦棠率军自乌鲁木齐南下为主力，张曜、徐占彪率军自哈密西进配合主力，合击阿古柏部。
与清军陆续出关同时，阿古柏让儿子伯克胡里（即伯克·胡里伯克）留守喀什噶尔，自己则从阿克苏赶到托克逊布防，设立三道防线，并驱使大批民众修筑土堡。第一道防线在古牧地，用于保卫乌鲁木齐与玛纳斯；第二道防线在达坂城与胜金口，期望凭借守住这两处天山隘口利用天山屏蔽南疆；第三道防线在吐鲁番与托克逊，用于策应第二道防线。
负责第一道防线的白彦虎、马人得最早与清军接战。1876年7月，清军进抵阜康城，距古牧地仅约百里。随后清军派人至甘泉堡掏挖废井，假装要从戈壁大路攻古牧地，实际却于8月9日派兵突袭黄田，黄田守军仓促应战被清军一举歼灭。8月12日，清军进围古牧地。8月13日，阿古柏派阿孜木库尔带军从红庙子来援，随后阿孜木库尔被清军歼灭。8月17日，清军攻破古牧地辑怀城，白彦虎麾下精壮多被歼灭。8月18日，清军乘胜追击，进占迪化城和巩宁城，乌鲁木齐守敌白彦虎和马人得南逃达坂城。昌吉、呼图壁诸城相继克复。原北疆清军荣全率部于8月18日收复玛纳斯北城，11月6日，两路清军会合攻克玛纳斯南城，阿古柏部在北疆的势力被全部肃清。
阿古柏在丧失北疆后，开始加强“达坂城—托克逊—吐鲁番”一线的防务，清军则因已到冬季而还师乌鲁木齐。阿古柏一边派使者前往英国伦敦请求英国出面干涉，一面搜罗败兵充实防线。一些投降阿古柏的伯克开始密通清军，甚至出现了多名高官叛逃，携带随从、物资投奔清军。阿古柏本人坐镇库尔勒，大通哈（大总管）爱伊得尔呼里率兵4000驻守达坂城，三子海古拉（即哈克·胡里伯克）率步、骑6000人和大炮6门驻防托克逊，艾克木罕（布素鲁克之侄）、马人得和白彦虎驻守吐鲁番，总共27000人。
1877年4月14日，休整和补充过的刘锦棠部正式自乌鲁木齐出发南下，于4月16日夜包围达坂城。4月18日，海古拉派到达坂的援军被清军击退。4月20日，达坂城因弹药库被清军击中而陷入一片混乱，清军乘势攻克了达坂城，包括守将爱伊得尔呼里在内的大量官兵和装备被清军俘获。清军将领刘锦棠将俘获的南疆土尔扈特人和维吾尔人统统放归。受被释放的俘虏影响，阿古柏军中大量士兵逃亡。海古拉离开托克逊，逃至喀喇沙尔，因担心回来的俘虏影响士气，海古拉将逃到喀喇沙尔的很多达坂城人处死，侥幸生还者又纷纷投奔清军。
刘锦棠部进攻达坂城的同时，张曜、徐占彪率部从哈密、木垒出发，攻占奇克腾木。4月25日，又攻克胜金口。4月25日，从托克逊逃出的维吾尔人向前来的清军报告了城内情形，守敌海古拉已弃城逃走，白彦虎则正在率部下抢掠人畜，当地军民愿意协助清军收复托克逊。4月26日，托克逊守军弃城而逃，刘锦棠部收复托克逊。同日，吐鲁番守将马人得向清军投降，刘锦棠所遣支队与张曜、徐占彪部收复吐鲁番。

### 分裂与覆灭
阿古柏军队在清军不断的毁灭性打击下，出现了士兵的大量逃亡，阿古柏赖以维持统治的军队已难以为继。1877年5月25日，一位俄罗斯使者到库尔勒回见阿古柏，然后立即返回俄国。5月29日，阿古柏在库尔勒去世。根据当时正在海古拉军中的奥斯曼教导军官穆罕默德·玉素甫称，阿古柏是遽然离世的，此前并未罹患任何疾病。阿古柏坐下后便开始鼻孔流血，浑身无力，而后躺下来便断气了。当时便有关于其死因的各种传言，有人说是海古拉毒死了父亲，也有人说他是被一个妻子杀死的，还有人说是俄国使者杀的，众说纷纭。穆罕默德·玉素甫认为不可能是海古拉下的手，但认为阿古柏可能是被毒死的。1878年曾在阿古柏军中任教的奥斯曼军官阿里·卡兹姆则称他死于心脏病。清军当时报告中称其在忧惧中复服毒自杀。后世资料中有称其服毒自杀的，也有称是和阗阿奇木伯克尼牙孜收买阿古柏的近卫，在阿古柏茶里下毒将其毒死的。或者说阿古柏是被部下击杀的。《新疆简史》中认为阿古柏是在与其文书和司库相殴时负伤不治而亡的。《新疆地方史》对阿古柏的死则含糊其辞，仅称其在绝望中暴毙。库罗帕特金还记述有中风而亡的说法。
尼牙孜将阿古柏去世的消息传动给了海古拉，海古拉当日便从喀喇沙尔赶到库尔勒，并将麾下军队也聚拢到库尔勒。6月1日，海古拉宣布阿古柏死讯。6月6日，海古拉任命艾克木汗条勒为自己的副手，主持库尔勒防务，自己则运送阿古柏遗体回喀什噶尔，打算去与哥哥伯克胡里争夺王位。然而，海古拉离开库尔勒的第二天，艾克木汗自立为汗，留五千多名回族负责库尔勒，自己率军追击海古拉，以期彻底消灭阿古柏家族。艾克木汗抵达库车后让当地官员也随自己前往喀什噶尔。海古拉则途径库车时遭到托胡迪夏的袭击。艾克木汗派兵占领阿克苏，阿古柏在阿克苏储存了大量财富，艾克木汗取走部分分给军队，将其余仍留在了阿克苏。海古拉麾下的军队在得知艾克木汗逼近后纷纷倒戈，海古拉成立孤家寡人。最终6月23日，海古拉在克孜勒苏河桥上被哥哥伯克胡里派人杀害。哲德沙尔汗国分裂为伯克·胡里伯克占据的喀什噶尔，艾克木汗条勒占据的阿克苏以及尼牙孜伯克占据的和阗三个互不统属的部分。
1877年8月13日，伯克胡里率兵打败艾克木汗，占领阿克苏。艾克木汗流亡俄国，逃窜途中还曾被托胡迪夏袭击。曾降附阿古柏的哈迪尔伯克在布古尔起兵反正，率兵攻入库车，驱逐阿古柏派驻库车的官员。1877年8月25日，清军进驻苏巴什和阿哈布拉，9月7日进驻曲惠。10月2日，各队清军齐集曲惠。10月3日，清军进攻库尔勒，10月5日进攻喀喇沙尔。留驻喀喇沙尔的白彦虎退到开都河西岸，并掘开开都河防水迟滞清军。10月7日，清军进入被河水淹没的喀喇沙尔城。10月9日，清军进入已无人烟的库尔勒。裹挟民众逃亡的白彦虎部在10月12日被清军追上。10月17日白彦虎逃至库车，哈迪尔伯克打算擒拿白彦虎献交清军将功折罪，不幸战败，白彦虎入据库车。同日，刘锦棠亲率大军追至库车城下。10月18日，清军攻克库车，设善后局安顿各项事宜。拜城、阿克苏、乌什、阿合奇等地的维吾尔、回、柯尔克孜等各族人民也纷纷驱逐阿古柏官员，对白彦虎关门不纳，对清军则开门迎接，柯尔克孜牧民还随清军追击白彦虎、伯克·胡里的残兵。10月21日，拜城人开城迎接清军入城。10月24日，清军追白彦虎至阿克苏，白彦虎战败逃亡。10月27日，清军追至乌什，未能发现白彦虎去向返回。
10月，和阗阿奇木伯克尼牙孜降清。10月底，尼牙孜伯克被伯克胡里纠合玉努斯江击败，穿过沙漠投奔清军。阿古柏派驻喀什噶尔汉城的是清军降将何步云，何步云宣布反正并派人请求刘锦棠援救，同时夺取了英吉沙。伯克胡里返抵英吉沙时，获悉何步云据喀什噶尔汉城反正，屠杀了英吉沙尔最后剩余的三百汉民泄愤。11月初，白彦虎所部几十人终于逃到喀什噶尔附近，被留守喀什噶尔的阿里达什拒之城外。伯克胡里则在处死一些不从的部众后率残部返回喀什噶尔，随后白彦虎也获许入城。此时伯克胡里已是众叛亲离，玉努斯江也与之分道扬镳，仅剩白彦虎随他不断进攻喀什噶尔汉城。11月中旬，清军渡过阿克苏河，在柯坪击溃敌军，营救出被掳来的哈密、沙雅等地民众数百人。因听闻喀什噶尔汉城战事吃紧，刘锦棠决定放弃先取叶尔羌的计划，转而先聚兵攻打喀什噶尔。12月17日，余虎恩和黄万鹏两路清军抵达喀什噶尔时，汉城正在激战，清军随即加入战斗，被胁迫参加围城的民众闻讯纷纷逃走。白彦虎的副元帅王元林被清军击毙，白彦虎和伯克·胡里战败突围后分别逃入俄罗斯境内。清军乘胜收复喀什噶尔后，于12月21日收复叶尔羌，12月24日收复英吉沙尔，1878年1月2日收复和田。艾力甫的父亲曾是清政府委任的色勒库尔回庄行政官，他率领塔吉克族人击杀阿古柏所立官员，并诱捕玉努斯江后押解到刘锦棠军营，色勒库尔也恢复清朝统治。至此，清军彻底击灭了哲德沙尔汗国，光复了阿古柏入侵新疆以来除被沙俄占据的伊犁地区外的所有失地。

## 治理

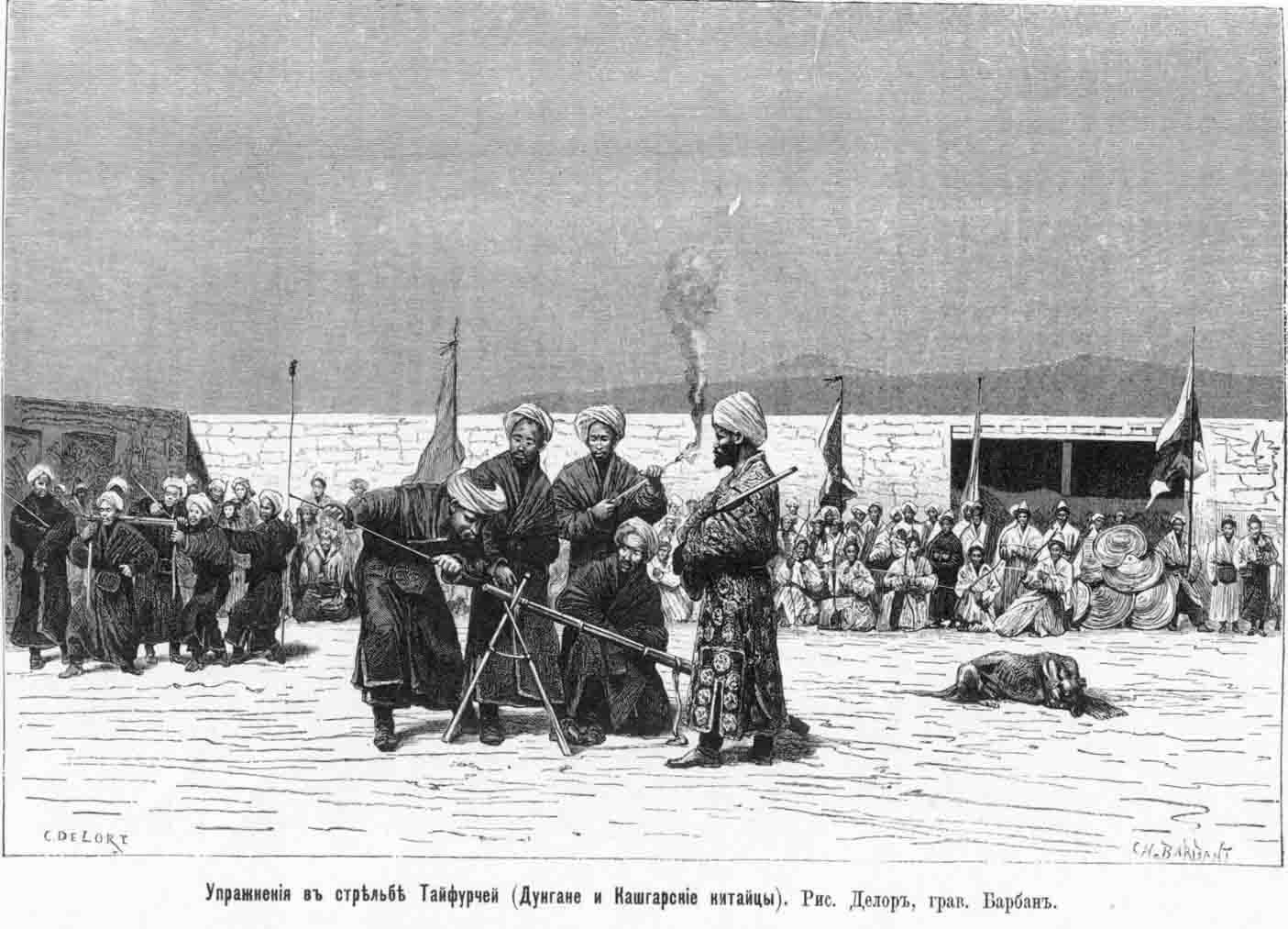
阿古柏軍的射擊訓練

### 宗教
洪福汗国以伊斯兰教法（“沙里阿特”）作为最高法律，在各地设立宗教法庭，优待伊斯兰教宗教首领，恢复很多被清政府取缔的宗教特权，且强迫异教徒改信伊斯兰教:286。

### 地方治理
阿古柏在占领地区实行军事封建采邑制，所占各地均设立伯克作为当地军政长官，严重依赖作为特权阶级的军事力量，组建有一支六万多人的常备武装，是清政府在南疆兵力的四倍。该政权对农民采取重税政策，普通居民需要应付各种差使、徭役，并可能被随意索取，同时还需要交纳名目繁多的实物和税金，农牧民一年收入的八成以上都需要上缴。喀什噶尔的当地人并不喜欢阿古柏的统治方式，认为阿古柏统治后当地生活大不如清朝统治时的好，过于严苛的教法要求也让喀什噶尔居民非常不适应。

### 起义
在阿古柏的统治下，新疆人民的生活困苦，很多人因此而沦为奴隶。一名健壮的男性奴隶在喀什噶尔仅能售出四十枚银币，很多奴隶被贩卖到中亚、巴达克山甚至土耳其。阿古柏本人则蓄有数百名姬妾和三千多奴隶。因此，各地爆发了很多反抗阿古柏的起义，如色勒库尔的塔吉克族人民起义，哈拉奇、喀拉布拉克和哈尔峻等地的柯尔克孜族牧民起义，吐鲁番的维吾尔、回族人民起义，以及乌鲁木齐、玛纳斯的回族、汉族人民起义等等，其中尤以乌鲁木齐的反抗活动对阿古柏势力的打击最大。阿古柏治下的很多居民都更希望恢复清朝的统治，期盼清军的到来:172。因而，左宗棠要求清军收复失地后对当地军民宽厚仁慈对待，更加据了人民对阿古柏政权的离心力。

## 外交

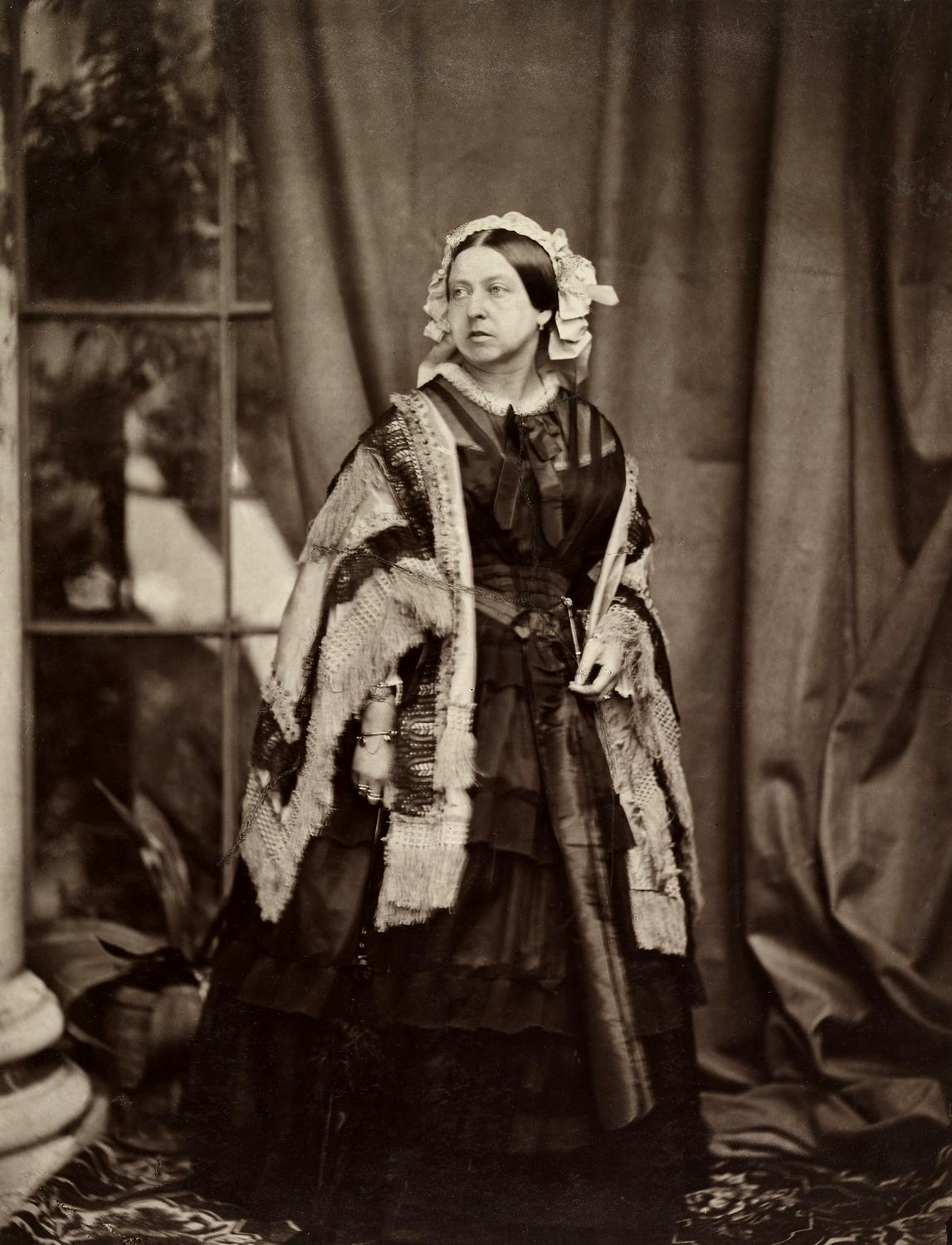
维多利亚女王曾亲自致信阿古柏

1866年，吞并了浩罕北方的俄罗斯与地处南疆的阿古柏实现了地理上的相邻，阿古柏从俄国进口了大量棉布等物资，以及各种武器。1866年，阿古柏被布哈拉埃米尔授予了“阿塔利克加齐”的称号:118, 220。1868年，英国派遣特使会晤阿古柏，承认其政权。1869年，阿古柏派亲信米尔扎·沙迪赴印度会见英国总督，争取英国支持，并提出希望总督派遣一名英国军官到新疆商谈。英印当局决定赠送阿古柏大批军火，并允许其在印度招募工匠回喀什设立军工厂。道格拉斯·福赛思被派遣随阿古柏的特使一起返回新疆，他被没有被安排具体的政治任务，主要是去了解阿古柏这个新成立的政权。福赛思历时6个月从拉合尔出发前往叶尔羌后再返回，因阿古柏正在北疆打仗，未能见到阿古柏。1870年，俄国也派人前往喀什会晤阿古柏，表示将承认其政权。
由于英国和俄罗斯对新疆地区的侵略意图不同，在所用的手法上也差别很大，阿古柏对俄罗斯帝国的疑惧不断加深，而对英国则日趋依赖。因而总体来说，英国是阿古柏的主要支持者，它期望通过支援阿古柏来阻止俄国的扩张。凭借英国支援的大批先进装备，阿古柏得以进占北疆多个城市，成为新疆大部分地区的实际统治者。
1871年，俄罗斯帝国悍然出兵侵占伊犁，不仅阻止了阿古柏向伊犁扩展的势头，而且控制了进一步进逼南疆的有利地形。1872年，俄罗斯与阿古柏签订条约。根据该条约，俄国正式承认洪福汗国，洪福汗国则给予俄国在其控制区内的贸易权，关税按2.5%收取。阿古柏随即派遣外甥阿吉托拉回访圣彼得堡。阿吉托拉率团于1872年从新疆出发，1873年5月抵达奥斯曼帝国伊斯坦布尔，受到奥斯曼苏丹接见。阿吉托拉向苏丹表示愿为奥斯曼帝国附属国，并请苏丹派遣军事教官到喀什噶尔帮其训练军队。奥斯曼苏丹阿卜杜勒·阿齐兹封阿古柏为埃米尔，选派炮兵军官伊斯玛仪·哈克、步兵军官玉素甫·伊斯玛仪和骑兵军官穆罕默德·玉素甫，以及扎满贝伊等人随阿吉托拉回国，几名奥斯曼军官均被任命为上尉（玉斯巴什），并被要求在喀什噶尔服务两年。奥斯曼苏丹还赠予阿古柏来复枪1000支，新式来复枪200支，加农炮6门和旗帜1面，洪福汗国名义上成为奥斯曼帝国的附属国。一行人首先到印度与受命第二次出使洪福汗国的英国特使道格拉斯·福赛斯的使团回合，然后沿克什米尔—拉达克道路抵达叶尔羌。
1873年，沙俄曾计划出兵入侵南疆，但因浩罕爆发抗俄运动而未能实现。另一方面，英国则加大了对阿古柏的拉拢，维多利亚女王甚至亲笔致信阿古柏，与其修好。1874年2月2日，道格拉斯·福赛思代表英国与洪福汗国签订《英国与喀什噶尔条约》，除了和“俄阿条约”类似的条款外，还规定双方互派外交使节。阿古柏在英国和俄国的大博弈中进一步倒向英国，用以对付步步进逼的俄国。1875年，俄罗斯再次策划入侵南疆，最终也因浩罕的抗俄运动未能执行。1875年4月，阿古柏再次派遣阿吉托拉出使奥斯曼帝国，请求苏丹再次派遣军官，此次被派的三名军官为军火制造专家阿里，炮兵军官阿里·卡兹姆和军事工程师卡兹姆。同时，奥斯曼帝国赠送阿古柏第二批军火，包括来复枪2000支和山炮6门，并提供了数量相当的弹药和其他军械设备。此外，阿古柏还可能从奥斯曼帝国购买了大量军火。
1876年，清军逐渐将洪福汗国势力逐出北疆，阿古柏急忙派遣亲信前往英国伦敦请求英国政府出面干涉。1876年9月，英国驻华公使威妥玛向直隶总督李鸿章表示：英国愿意出面“调停”中国与阿古柏的关系，阿古柏可以作为中国属国，但不隶属于中国版图内，也不向中国朝贡。1877年1月，俄罗斯参谋本部大尉库罗帕特金到库尔勒面见阿古柏，不仅表示将支持他与清军的战斗，而且提出与洪福汗国划定边界，要求阿古柏将苏约克山口至玛里塔巴尔山以西的地区转交给俄国。阿古柏为得到沙俄帮助，全盘接受了俄国的领土要求。
1877年4月，俄土战争爆发，英俄两国已无暇顾及阿古柏，经过阿古柏派赴伦敦代表的不断请求，英国才答应派遣公使常驻喀什噶尔。1877年9月，英国驻华代办傅磊斯向大清总理衙门转达英国外交大臣德比伯爵的三项要求——一、阿古柏承认中国为上国，并命使臣入贡；二、中国与喀什噶尔将地界划清；三、两边议和后永远和好，彼此不相侵犯——阻止清朝收复失地，在中国领土上制造一个受英国保护的“喀什噶尔国”，遭到清政府的断然拒绝。

## 备注
1. ↑  安集延为乌兹别克斯坦东部的一座城市，清朝新疆人习惯将浩罕人称为安集延人
2. ↑  “安夷”应是安集延夷人的简称

## 扩展阅读
- Xodjayev A., Sinskaya imperiya, Djungariya i Vostochniy Turkestan, M., 1979; Isiyev D. A., Uygurskoye gosudarstvo Yettishar, M., 1981.（乌兹别克文）